# Melina Merkuri
Maria Amalia Merkuri, grška filmska igralka in političarka , * 18. oktober 1920, Atene, Grčija, † 6. marec 1994, New York.
Melina Merkuri je kot igralka prejela več mednarodnih nagrad in postala znana po vsem svetu.
Leta 1938 se je vpisala v šolo za igralce Grškega Narodnega gledališča in leta 1944 pričela svojo bogato kariero v atenskem gledališču.
Leta 1951 je pričela sodelovati tudi s francoskimi režiserji. Med leti diktature v Grčiji 1967-1974 je živela in ustvarjala v Parizu in New Yorku, ter se vrnila v Grčijo šele po padcu vojaškega režima.
Največje mednarodno priznanje kot igralka je prejela z nagrado za glavno žensko vlogo na Mednarodnem filmskem festivalu v Cannesu leta 1960, za vlogo v filmu Nikoli v Nedeljo (Never on Sunday), v katerem je odpela tudi popevko »Ta Pedia tou Pirea« na Slovenskem znano kot »Otroci Pireja«.
V politiki se je uveljavila, ko je bila v letih 1981−1989 in 1993-1994 v vladi socialistične stranke PASOK imenovana za Ministrico za kulturo. Med drugim se je zavzemala tudi za povratek v Grčijo marmornatih reliefov oz. »frisov« s Partenona, znanih kot Elginovi marmorji (zbirka je poimenovana po lordu Elginu, ki je dal marmornate reliefe z atenskega Partenona konec 19. stoletja prenesti v London).